# گاوسهره‌های آنتیل
گاوسهره‌های آنتیل (نام علمی: Loxigilla) نام یک سرده از تیره زردپرگان راستین است.

## گونه‌ها
- گاوسهره پورتوریکو،  Loxigilla portoricensis
- گاوسهره آنتیل بزرگ،  Loxigilla violacea
- گاوسهره آنتیل کوچک،  Loxigilla noctis
- گاوسهره باربادوس،  Loxigilla barbadensis